# Pep Pujolrás
Josep Pujolrás Novich, más conocido como Pep Pujolrás (La Sellera de Ter, Gerona, 15 de marzo de 1966 - Vacarisas, Barcelona, 8 de septiembre de 1992) fue un jugador de baloncesto español. Con 1.97 de estatura, su puesto natural en la cancha era el de alero.
Falleció trágicamente en accidente de circulación cuando contaba con 26 años. En esos momentos era el capitán del Bàsquet Manresa. El club decidió retirar el dorsal n.º 10 en homenaje a su capitán.

## Trayectoria
- 1981-1983 C.B. Areslux Granollers.
- 1983-1986 Cacaolat Granollers.
- 1986-1992 Bàsquet Manresa.